# Први косовски корпус ЈВуО
Први косовски корпус (Горски штаб 127) био је корпус Југословенске војске у Отаџбини који је обухватао срез Лаб, Грачаница, Гњилане, Шарпланина, Неродимље и Качаник током Другог свјетског рата. Командант корпуса био је капетан Благота Бошковић. Бројно стање корпуса било је око 700 бораца, 1943. године.
Штаб корпуса се налазиo у Горњој Јабланици, јер није могао да се одржи на својој територији. Корпус је касније деловао и на Косову и Метохији.
Први косовски корпус крајем октобра 1942. године добио упутство од надређених да изда свој лист Видовдан. Планирано је да његови примерци буду растурани у околини Липљана, као и на потезу Косово Поље – Подујево.

### Бригаде
- Грачаничка (командант капетан Војислав Драговић, погинуо у Босни 1945)
- Неродимска (командант п. пор. Петар Тркуља; командант среза јереј Драгољуб Кујунџић, убијен од партизана новембра 1942. године, помоћник команданта среза свештеник Милош Вујошевић)
- Лабска (командант поручник Данило Голубовић)
- Шарпланинска (командант п.пор. Никола Мрваљевић)

## Оружје и опрема
Припадници ЈВуО на Косову и Метохији су уместо униформи најчешће носили делове сељачке одеће, мада је било и оних који су на себи имали униформе југословенске војске. На глави су носили најчешће шајкаче, шубаре или капе југословенске војске. На њима су се налазиле кокарде разних типова, али треба истаћи да велики број припадника корпуса на својим капама није имао никакво обележје.
Први косовски корпус је имао проблем са наоружањем, као и већина јединица ЈВуО. Осим што је наоружање било доста ниске употребне вредности, додатне потешкоће проистицале су и из разнородности његових типова и калибара. За значајан број пушака није било довољно муниције, а о томе колика је оскудица у наоружању била сведочи податак да су неки припадници ЈВуО на простору Косова и Метохије користили пушке још из периода Османског царства. Са примањем новог људства, пристизало је оружје које је најчешће остало од југословенске војске. Најзаступљенија је била пушка М1924, карабин који су најчешће користиле јединице јуришних (четничких) одреда Краљевине Југославије. Доста су заступљени били и немачки „шмајсери“ (MP 38 и MP 40), које су најчешће имали команданти јединица, као и аутоматске пушке типа „Thompson“ и „Sten“, добијене од западних савезника. Слична је ситуација била и када се радило о пушкомитраљезима. Било је неколико чехословачких пушкомитраљеза типа „брно“ и „збројовка“, те немачких МГ 42 (машиненгевер 42), познатијих као „шарац“, као и неколико холандских пушкомитраљеза. Од појединачног „лаког наоружања“ заступљени су били пиштољи разних типова, бомбе и бајонети. Стално снабдевање наоружањем, муницијом и осталим ратним материјалом вршено је најчешће преко ратног плена, али је било ситуација да се набављало куповином на црној берзи, везама с полицијским и војним јединицама владе Милана Недића.

### Ватрено оружје
| Слика            | Оружје    | Чаура             | Земља порекла         | Напомена |       |
| Пушке            | Пушке     | Пушке             | Пушке                 | Пушке    | Пушке |
| ---------------- | --------- | ----------------- | --------------------- | -------- | ----- |
|                  | М1924     | 7,92 x 57 mm      | Краљевина Југославија |          |       |
| Аутоматске пушке |           |                   |                       |          |       |
|                  | МП 40     | 9х19 mm           | Нацистичка Немачка    |          |       |
|                  | Томпсон   | 11.43×23 mm       | Сједињене Државе      |          |       |
|                  | Стен      | 9×19 mm парабелум | Уједињено Краљевство  |          |       |
| Митраљези        |           |                   |                       |          |       |
|                  | ЗБ Вз. 26 | 7,92 x 57 mm      | Чехословачка          |          |       |
|                  | МГ 42     | 7,92 x 57 mm      | Нацистичка Немачка    |          |       |

## Историја
У почетној фази формирања четничких устаничких група није било никакве озбиљније разлике између оних које су инклинирале према Драгољубу Михаиловићу и оних које су припадале Кости Миловановићу Пећанцу. И једном и другом крилу приступали су углавном појединци из активног или резервног састава југословенске војске, свих рангова и чинова, жандарми, политичари, чиновници разних професија и занимања, сеоски домаћини, учитељи, студенти, ђаци и други. Поларизација између ова два крила устаничких формација настала је крајем августа 1941. године, када је Пећанац „легализовао“ своје одреде у влади генерала Милана Недића и отпочео колаборацију са немачким окупационим властима, док је Драгољуб Михаиловић задржао непријатељски став према Немцима. Од тог момента четници Косте Пећанца стекли су статус „легалних“ четника и остваривали су право на месечне плате док су устаници Драгољуба Михаиловића остали борбена герила. Отворена колаборација Косте Пећанца са немачким окупатором убрзо је довела до његовог сукоба са Михаиловићем.
Југословенска војска у Отаџбини (ЈВуО) током прве ратне године на простору Косова и Метохије званично није имала ниједну војну формацију која је организацијски припадала њеној Врховној команди. Тек пошто се четничка организација на овим просторима консолидовала под контролом Косте Миловановића Пећанца, Драгољуб Михаиловић ангажује своје изасланике да раде на формирању гериле која би била под командом ЈВуО. Иако је до формирања организованих јединица ЈВуО дошло касније, капетан Војислав Лукачевић стигао је у околину Приштине још јула 1941. године, као изасланик пуковника Драгољуба Михаиловића, са задатком да организује отпор окупаторима и арбанашким квинслишким формацијама. Он је у околини Грачанице организовао састанак с виђенијим косовско-метохијским Србима, који су били расположени за придруживање Равногорском покрету. Састанку су присуствовали др Никола Радојевић, лекар из Приштине, капетани Живојин (Жика) Марковић и Лазар Милосављевић, као и Михаило Поповић. Касније је одржан и проширени вечерњи састанак, коме су присуствовали др Гедеон Алковић, поп Радуле Божовић, др Тодор Цветковић, народни посланик Захарије Јоксимовић, Тома Здравковић, Тодор Марковић, Богдан Радевић, Гаврило и Живко Рајевић и учитељица Вера Рајевић. На састанку је одлучено да се образује Равногорски косовско-метохијски комитет, за чијег је председника једногласно изабран др Никола Радојевић. Капетан Жика Марковић примио се дужности војног организатора. Касније је на др Николу Радојевића извршен атентат, а његово место председника Равногорског косовско-метохијског комитета преузео је Момчило Нешић, прота из Косовске Митровице, који је трагично окончао живот након страшног мучења од стране Немаца, после хапшења које је уследило после сазнања окупатора о његовој улози у покрету отпора.
Априла 1942. године Врховна команда ЈВуО враћа натраг на Косово и Метохију капетана Јована Миладиновића, с положаја начелника штаба Јаворског корпуса. Још пре тога, Врховна команда ЈВуО добила је извештај Ратка Поповића о теренском разграничењу Косовско-метохијске области и Арбанасима који су били пројугословенски оријентисани. Ратко Поповић је марта 1942. године тајно обилазио све крајеве Косова и Метохије, па се преко Јавора вратио у Врховну команду, где је поднео извештај о стању на терену. Везу у Косовској Митровици поверио је капетану Миодрагу Поповићу, који је био његов пријатељ. Одређено је да капетан прве класе Благота Бошковић помогне капетану Јовану Миладиновићу у формирању Првог косовског корпуса. Недуго затим, корпус је формиран. Иако је званично био командант Косовског корпуса (тада се звао само Косовски, а не Први косовски корпус, јер Други косовски корпус још није био формиран), капетан Јован Миладиновић је још јесени 1942. године напустио територију Косова и Метохије заједно с групом активних и резервних официра, од којих су се неки касније вратили на овај простор. И поред тога, он је остао командант ове војне јединице све до своје погибије, 9. јуна 1943. године.
Специфичан задатак припадника ЈВуО на овом простору представљало је спречавање изгона Срба са Косова и Метохије, њихово организовање и помагање. До половине 1943. године сви срезови имали су своје команданте, а одређени су и људи чији је задатак био прихватање и опремање избеглих. То није био нимало лак задатак, јер су и сами припадници Првог и Другог косовског корпуса оскудевали у средствима за најосновније животне потребе. Услови за деловање ЈВуО на Косову и Метохији били су отежани због великог присуства окупаторских и квислиншких снага, као и због перманентног насиља које се спроводило над српским становништвом. Зарад ублажавања таквог стања покушавани су преговори с арбанашким првацима, али није долазило ни до каквог помака, јер није било никаквих додирних и заједничких тачака. На врло осетљивом, по много чему специфичном простору Косова и Метохије, припадници ЈВуО имали су велику одговорност. Чували су невидљиву демаркациону линију на Церањској реци, бранили српска села од разних арбанашких наоружаних формација (жандармерија, вулнетари, „Црна рука“ (алб. Dora ë zeze), балисти), често се сукобљавајући с њима, док су до половине 1944. године избегавали борбе с Немцима, како због немачке предности у опреми и наоружању, тако и њихове познате команде „100 Срба за сваког убијеног Немца и 50 за сваког рањеног“. За своје непријатеље сматрали су окупаторске трупе (немачке, италијанске, бугарске), све наоружане арбанашке формације, комунисте и сараднике окупатора (љотићевци, недићевци, четници Косте Пећанца).
Команда Другог косовског корпуса слала је делегацију истакнутих чланова косовско-метохијске равногорске организације у Врховни штаб ЈВуО с предлогом да Косово, Метохија, Колашин, Дреница и Ибар добију свог представника у Централном националном комитету. Делегација се вратила „пријатно импресионирана пријемом“ и разумевањем генерала Михаиловића за њихов положај. Више пута је преко српских народних представника од Врховног штаба ЈВуО захтевано спајање Првог и Другог косовског корпуса у једну обједињену, моћну јединицу, која би се звала Корпус осветника Косова. То се, међутим, ипак није десило.
Краља Петра II Карађорђевића је 25. августа 1944. године упутио јавни проглас, којим се укида Врховна команда ЈВуО и признаје НОВЈ и ПОЈ са Јосипом Брозом Титом на челу, под чију су се команду морали ставити и припадници ЈВуО. На основу овога, већ следећег дана Главни штаб НОВЈ и ПОЈ за Србију издао је свој проглас којим су позвани сви припадници покрета генерала Михаиловића да приступе у НОВЈ, оспоравајући право Врховној команди ЈВуО да врши мобилизацију. То је био један од пресудних удараца ЈВуО, после којег она више није могла да се опорави.
Први косовски корпус је у јесен 1944. кренуо је пут Босанске голготе, где је већим делом страдао. Судбину Равногорског покрета отпора дефинитивно је запечатио продор Црвене армије у Србију. Било је јасно да њен долазак значи победу партизанских, односно пораз равногорских снага. У пролеће 1945. године косовско-метохијски огранак Равногорског покрета налазио се у поразном стању. Његови припадници били су у потпуној дефанзиви, константно гоњени од стране партизанских јединица.